# Tumba de Ciro

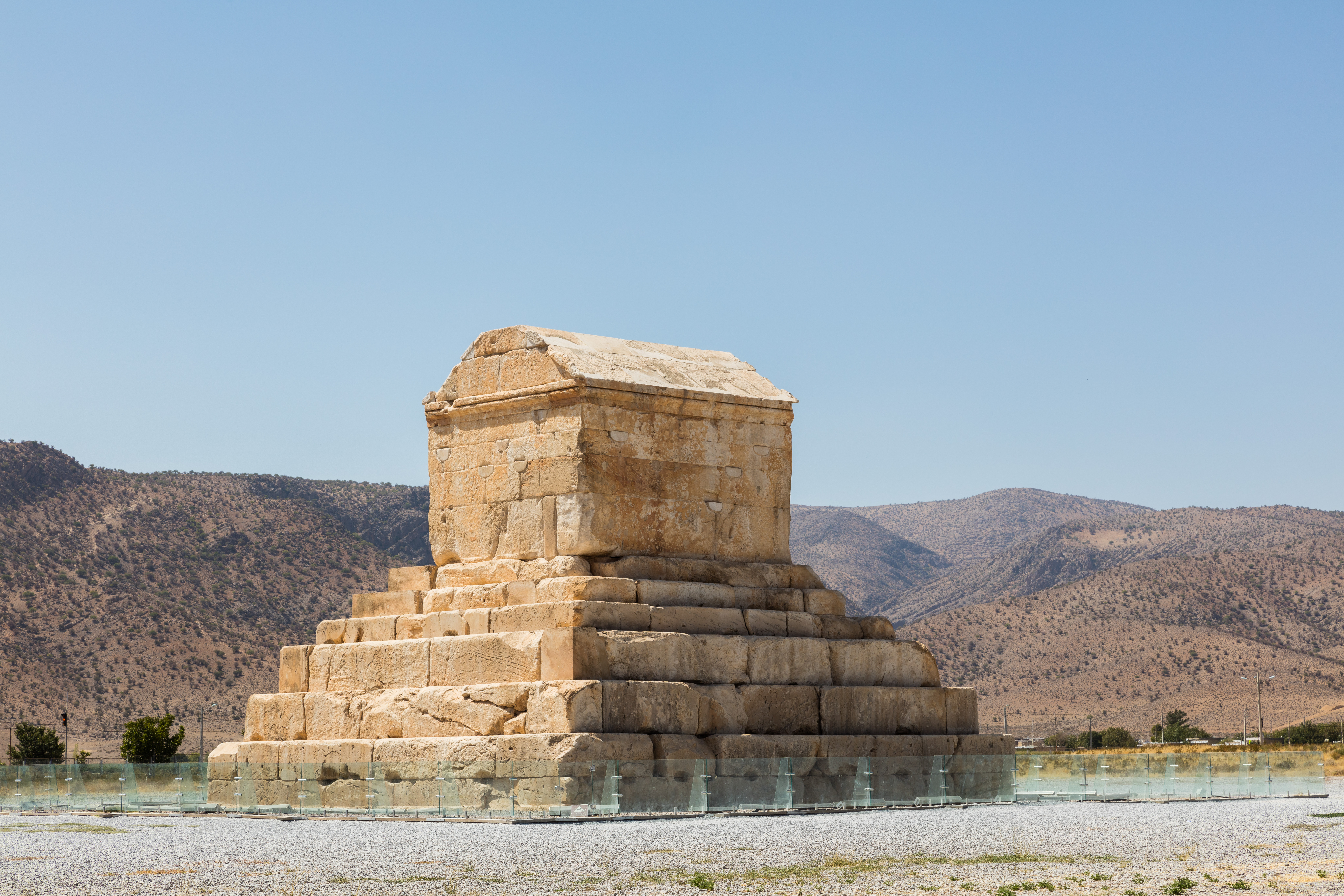
Tumba de Ciro, em Pasárgada.

A tumba de Ciro ou túmulo de Ciro é o local de sepultamento de Ciro II, o Grande  do Império Aquemênida, também chamado de Ciro II da Pérsia; que foi um shahenshah ou imperador que fundou o primeiro Império Persa sob a Dinastia Aquemênida. Este império se espalhou durante seu reinado, conquistando a maior parte do sudoeste da Ásia, bem como grande parte da Ásia Central, do Egito e do Helesponto ao rio Indo no leste, para criar a maior nação que já existiu. A tumba data do ano 528 a.C., sendo a mais antiga estrutura isolada sismicamente conhecida.

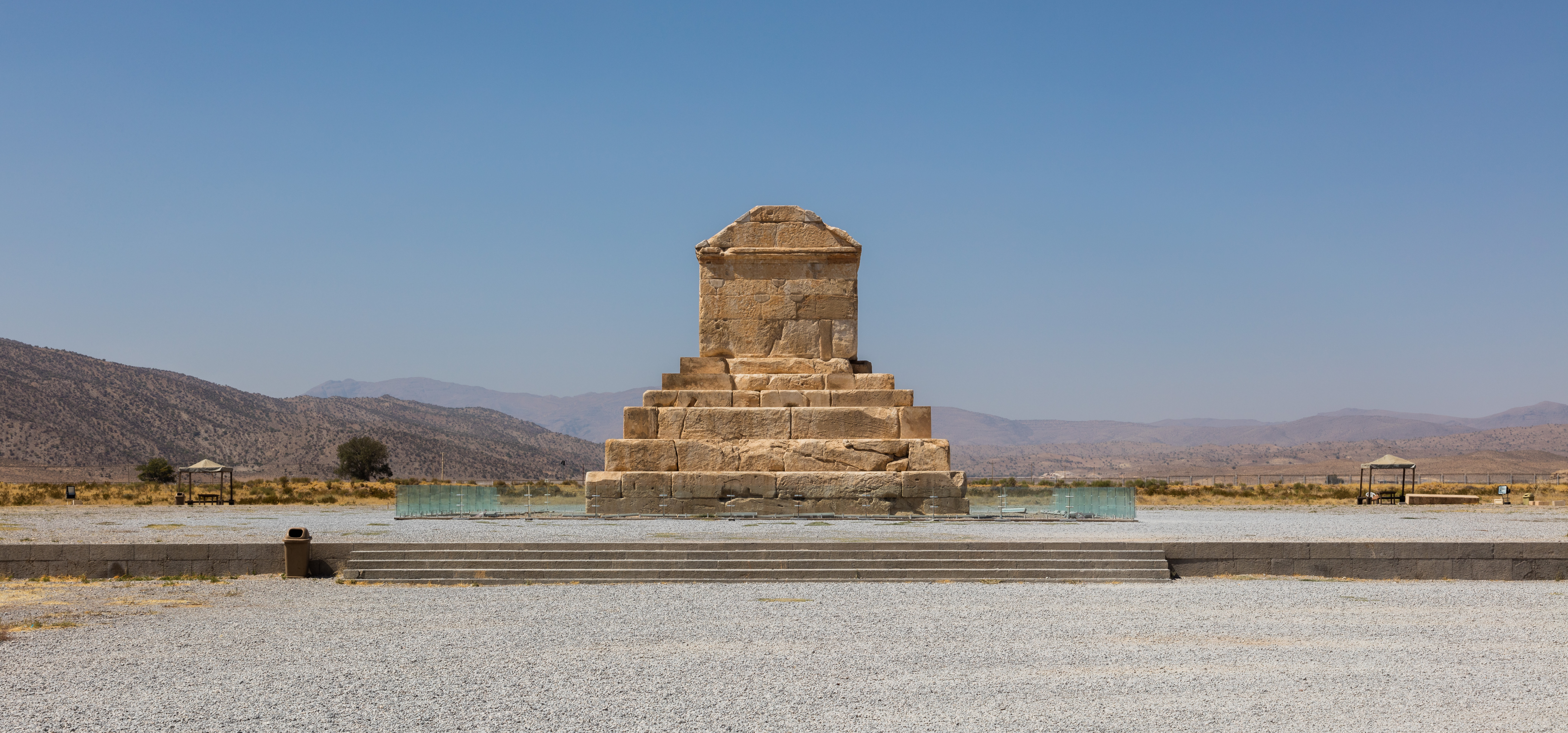
Vista frontal da pequena entrada.

A tumba de Ciro é um dos dois modelos de tumbas que existiam na arte persa do período aquemênida. Ele está localizado no vale de Pasárgada, no Irã. Construída com blocos de pedra em base escalonada. Carece de ornamentação, dominando a simplicidade no design. Os persas não se caracterizavam por ter uma arquitetura funerária como era o caso de outras culturas, como a egípcia. A sua altura é de 11 metros. O interior era uma sala retangular com 3,17 m de comprimento, 2,10 m de largura e 2,10 m de altura. Uma porta de verga de 1,40 m de altura e 0,78 m de largura conduzia a esta sala. O acesso ao túmulo, inicialmente por esta porta, levava a uma modesta câmara mortuária que ficava no fundo de uma passagem estreita. Sua arquitetura parece ser de inspiração frígia ou lídia.
Toda a construção é feita com placas de arenito cuidadosamente fixadas com grampos. Segundo autores antigos, os soldados de Alexandre, o Grande entraram na tumba e descobriram o corpo embalsamado de Ciro, ricamente vestido, espalhado sobre uma cama coberta com tapeçarias preciosas, cercado por vasos de ouro e outras peças valiosas.
A tumba de Ciro foi transformada em mesquita no século XI pelos reis Atabegue de Fars. Em 1971, por ordem do Serviço Arqueológico Iraniano, cada elemento arquitetônico reaproveitado na época pós-aquemênida foi devolvido à construção original.
Uma construção semelhante foi encontrada em Gur-e Dokhtar, que foi atribuída a um dos primeiros reis aquemênidas.
O outro modelo é o da tumba de Dario I em Naqsh-e Rostam, esculpida na rocha como os hipogeus egípcios. É uma construção simples e pequena, que não atinge os 11 metros de altura no total. Assenta sobre uma base construída em pedra calcária quadrangular. A construção de três metros de comprimento tem a forma de edícula, com frontão e telhado de duas águas, relacionada com a arte grega da Ásia Menor. A ornamentação é escassa. É inspirado nas construções funerárias da Lídia.